# ヒュルルジンジンからっ風
「ヒュルル ジンジン からっ風」（ヒュルル ジンジン からっかぜ）は、日本の歌。作詞：名村宏、作編曲：小森昭宏。

## 概要
1970年2月から同年3月、および1979年12月から1980年1月までNHKの『みんなのうた』で紹介。お国めぐりシリーズの第6弾で、群馬県をイメージした歌。歌詞には、「からっ風」「赤城おろし」「上州っ子」「白衣観音」といった群馬と関連性のある言葉が含まれている。
1970年版では東京荒川少年少女合唱隊が歌っていたが、1979年版ではデューク・エイセスによる歌唱となり、映像も一新されていた。1970年版・1979年版ともに、2番と3番の間には「八木節」風の曲がインサートされる。
後年の再放送では、1979年版のみが放送されている。その再放送も長らくラジオのみで行われていたが、後の「みんなのうた発掘プロジェクト」で1979年版の映像が見つかり、2012年3月26日（25日深夜）の『みんなのうた発掘スペシャル』で32年ぶりに映像付きの再放送が行われた。

## 参考資料
- みんなのうた缶[要文献特定詳細情報]